# لاسلو أغوستون
لاسلو أغوستون (بالمجرية: Ágoston László)‏ هو ملحن ومغني أوبرا مجري، ولد في 25 يوليو 1986 في بودابست في المجر.